# Trochopus marginatus
Trochopus marginatus är en plattmaskart. Trochopus marginatus ingår i släktet Trochopus och familjen Capsalidae. Inga underarter finns listade i Catalogue of Life.